# شته سیب
شته سیب (نام علمی: Aphis pomi) نام یک گونه از سرده شپشه است.